# Аалтонен, Эркки
Э́рик Ве́рнер А́алтонен (фин. Erik Verner Aaltonen; 17 августа 1910, Тавастегус, Великое княжество Финляндское, Российская империя — 8 марта 1990, Хельсинки, Финляндия) — финский композитор и скрипач.

## Биография
Эрик Вернер Аалтонен родился 17 августа 1910 года в Тавастегусе Великого княжества Финляндского, Российская империя. Учился музыке в Финляндии и Италии. 
С 1929 по 1939 год Аалтонен обучался игре на скрипке, фортепиано и орга́не в Музыкальной консерватории в Хельсинки, которая в 1939 году была переименована в Академию имени Сибелиуса. Эрик Аалтонен также брал частные уроки композиции с 1930 по 1940 год у известного финского композитора Вайно Рейше. 
С 1935 года выступал и как ансамблист и как руководитель ряда музыкальных коллективов. В частности, в 1956—1962 годах возглавлял хор «Куллерво» («фин. Kullervo-kuoro», Хельсинки). В 1960 году преподавал композицию в Таллинской консерватории.
Эрик Вернер Аалтонен умер 8 марта 1990 года в Хельсинки.

## Сочинения
- балет «Лаппония» / Lapponia (1-я редакция, 1956; 2-я редакция, 1959)
- 2-я симфония «Хиросима» / Hiroshima (1949)